# Musa balbisiana
Musa balbisiana Colla, 1820 è una pianta appartenente alla famiglia delle Musaceae, la cui forma naturale è nativa del sud-est asiatico, di Sri Lanka, della Cina e della Nuova Guinea, terre in cui avvenne la sua domesticazione.
Esistono più di mille cultivar ottenute dalla ibridazione con M. acuminata, che producono la maggior parte delle banane commestibili in commercio.

## Descrizione
Si presenta con foglie lussureggianti e tendenzialmente più erette che in Musa acuminata. I fiori crescono in infiorescenze che hanno un colore che va dal rosso al bordeaux.  I frutti invece hanno colori che variano tra il blu e il verde; a causa della numerosissima quantità di semi che contengono, e della scarsità di polpa, sono generalmente considerati non commestibili. In ogni caso si può supporre che anticamente questi frutti venissero in qualche modo utilizzati per l'alimentazione umana, altrimenti difficilmente sarebbe stato possibile arrivare alla banana domestica. 
A causa della poliploidia infatti compaiono cloni naturalmente partenocarpici che quindi producono banane commestibili. Esempi di questo si ritrovano nelle banane Saba.
La forma selvatica di Musa balbisiana, a differenza delle sue cultivar che possono essere moltiplicate solo per divisione del cespo e micropropagazione, si riproduce anche per seme.
Le piante che hanno frutti con semi, sono chiamate "butuhan" ('con semi') nelle Filippine.
Nel folklore tailandese si crede che questo tipo di banana sia abitata da uno spirito, Nang Tani, un tipo di fantasma legato all'albero che si mostrò sotto l'aspetto di una giovane donna. A causa di questo spesso le persone legano un piccolo pezzo di tessuto satinato al tronco dell'albero di banana.

## Distribuzione e habitat
La forma selvatica si rinviene in Cina (Guangdong, Guangxi, Hainan, Xizang e Yunnan), in India, in Indonesia (Giava), Malaysia, Myanmar, Nepal, Nuova Guinea, Filippine, Sikkim, Sri Lanka e Thailandia. Vegeta nelle parti più ripide delle foreste sempreverdi tropicali, fino a quote di 1100 m.

## Tassonomia
Attualmente vengono accettate le seguenti varietà:
- Musa balbisiana var. andamanica D.B.Singh, Sreek., T.V.R.S.Sharma & A.K.Bandyop.
- Musa balbisiana var. bakeri (Hook.f.) Häkkinen
- Musa balbisiana var. brachycarpa (Backer) Häkkinen
- Musa balbisiana var. dechangensis (J.L.Liu & M.G.Liu) Häkkinen
- Musa balbisiana var. elavazhai A.Joe, Sreejith & M.Sabu
- Musa balbisiana var. liukiuensis (Matsum.) Häkkinen
- Musa balbisiana var. sepa-athiya Borborah, Borthakur & Tanti

### Sinonimi
Sono stati riportati i seguenti sinonimi:
- Musa martini Van Geert
- Musa × paradisiaca var. granulosa G.Forst.
- Musa paradisiaca subsp. seminifera (Lour.) Baker
- Musa pruinosa (King ex Baker) Burkill
- Musa rosacea Jacq.
- Musa × sapientum f. pruinosa King ex Baker
- Musa × sapientum var. pruinosa (King ex Baker) A.M.Cowan & Cowan

## Usi
Le foglie di questa banana sono spesso usate in Thailandia per avvolgere dolci locali e le infiorescenze vengono usate nella medicina tradizionale per il trattamento delle ulcere.

## Galleria d'immagini

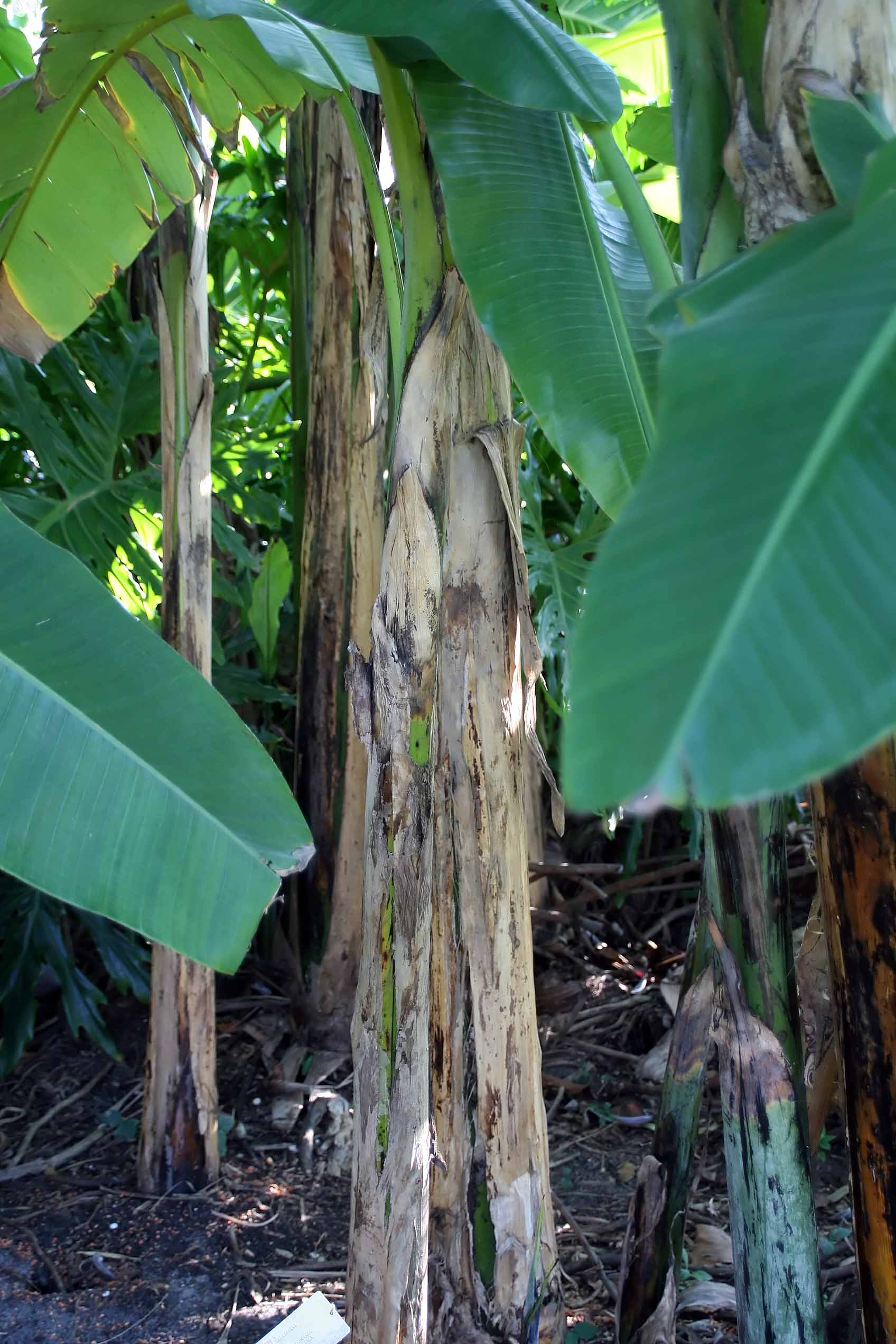
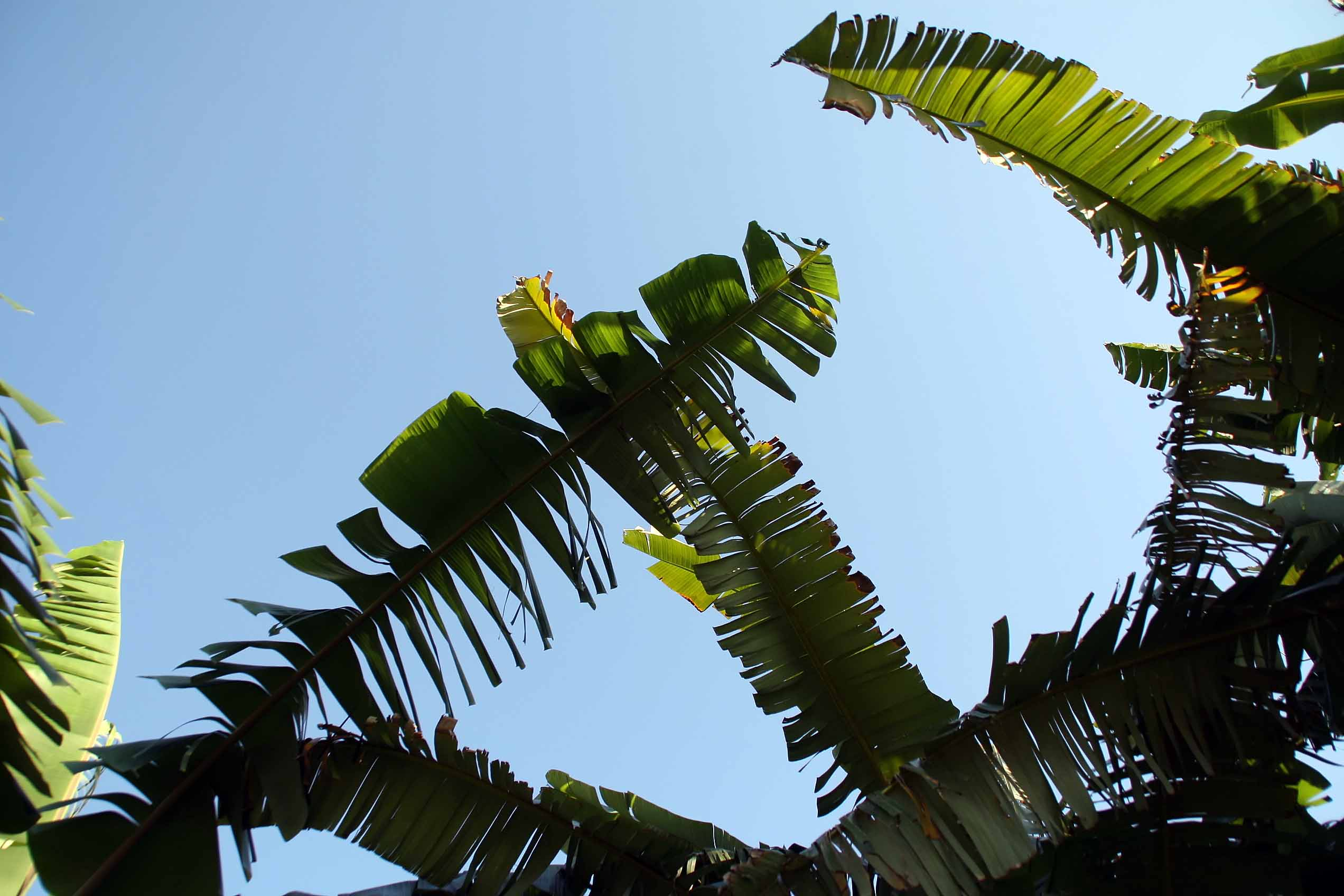
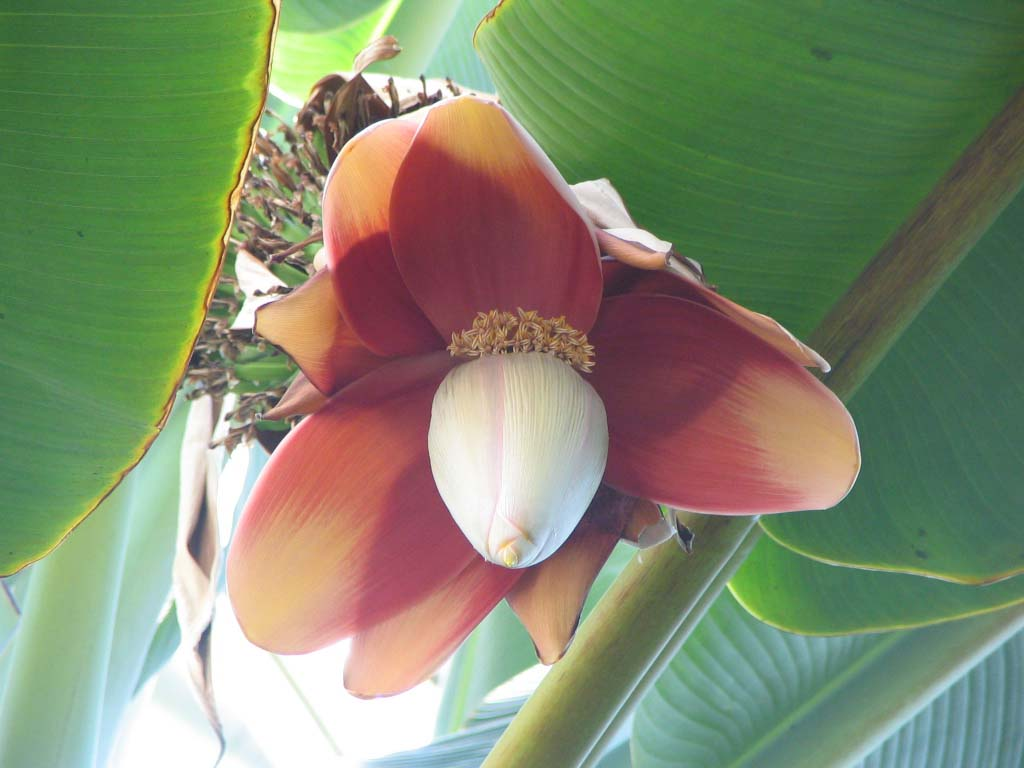
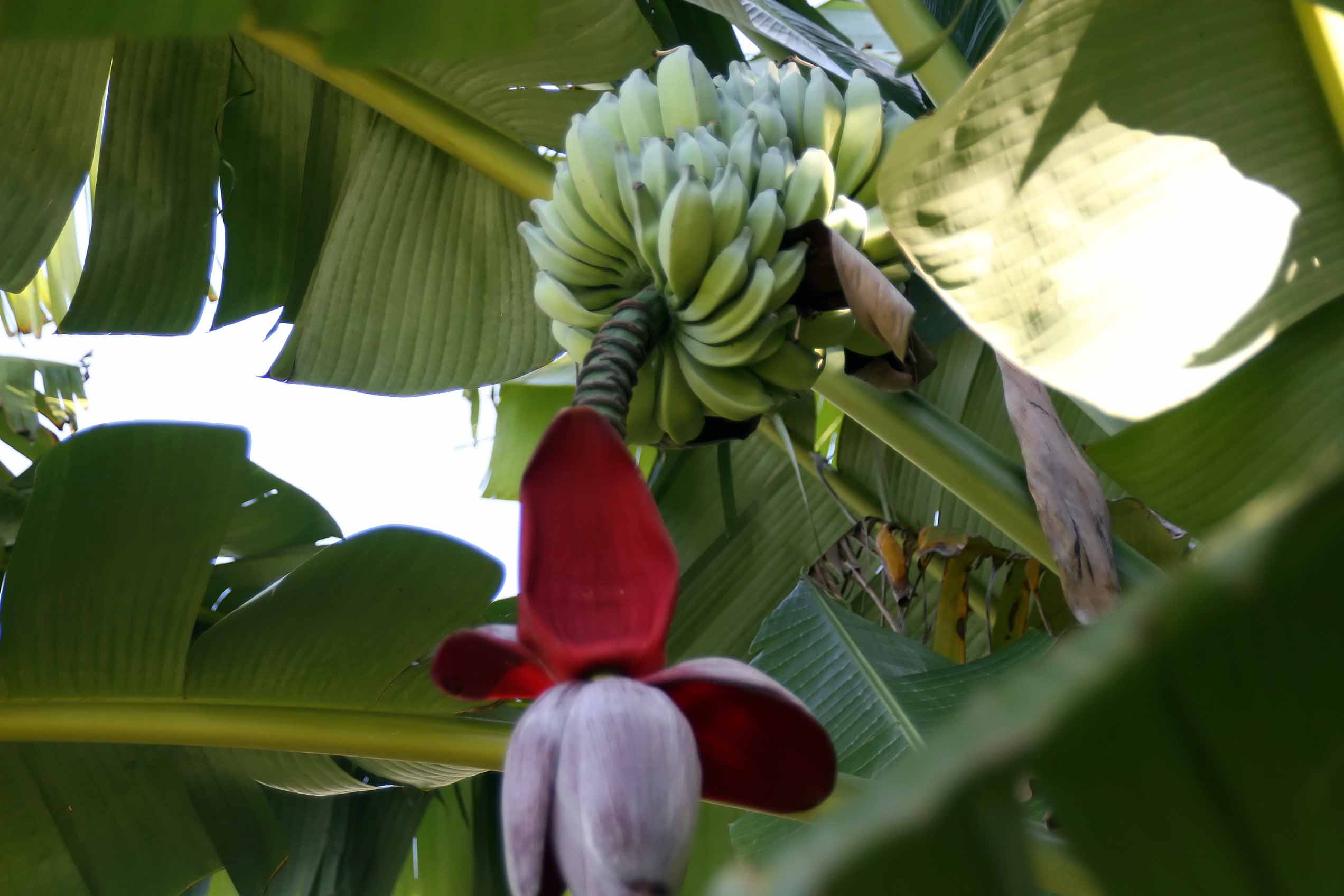
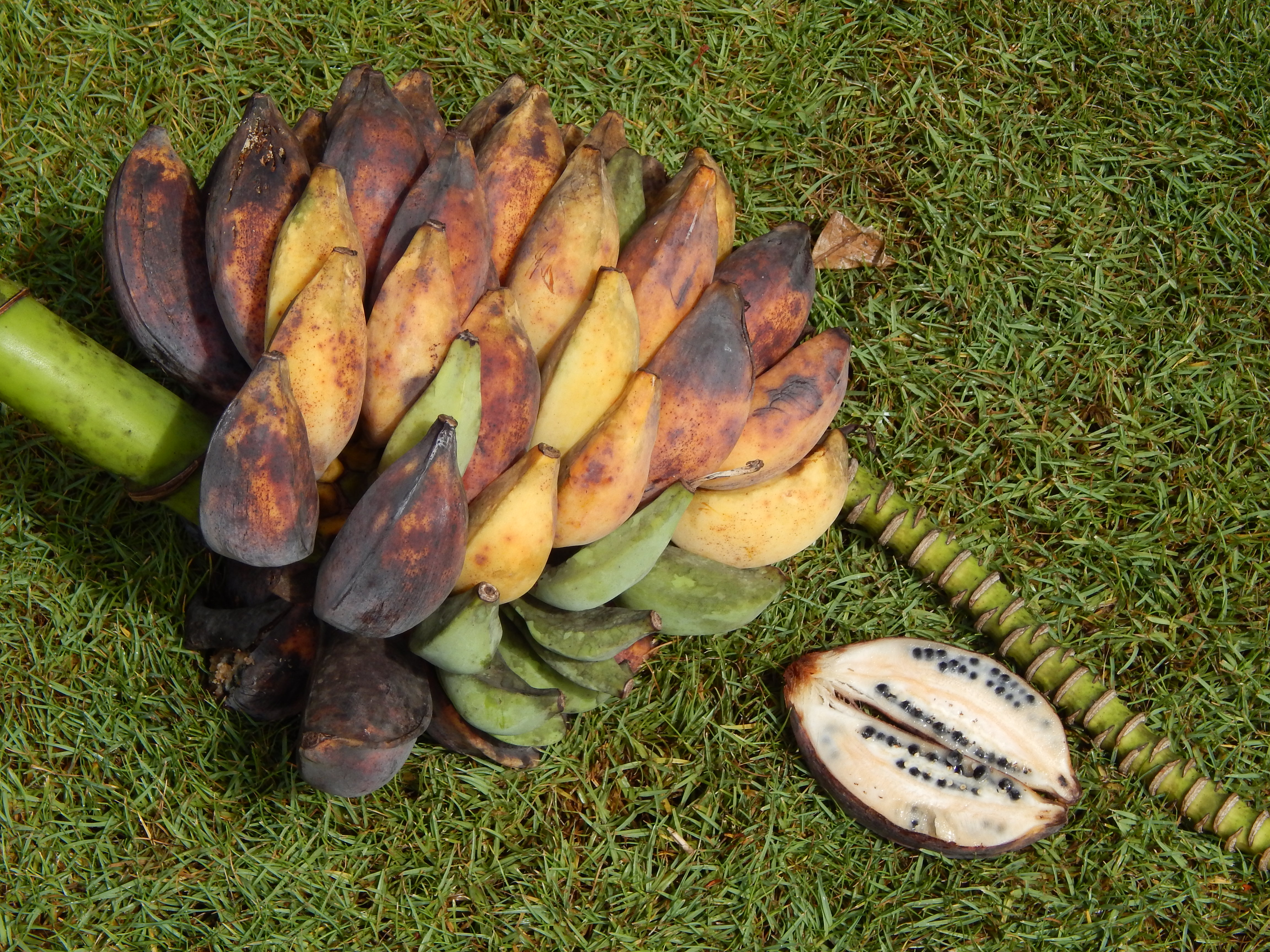
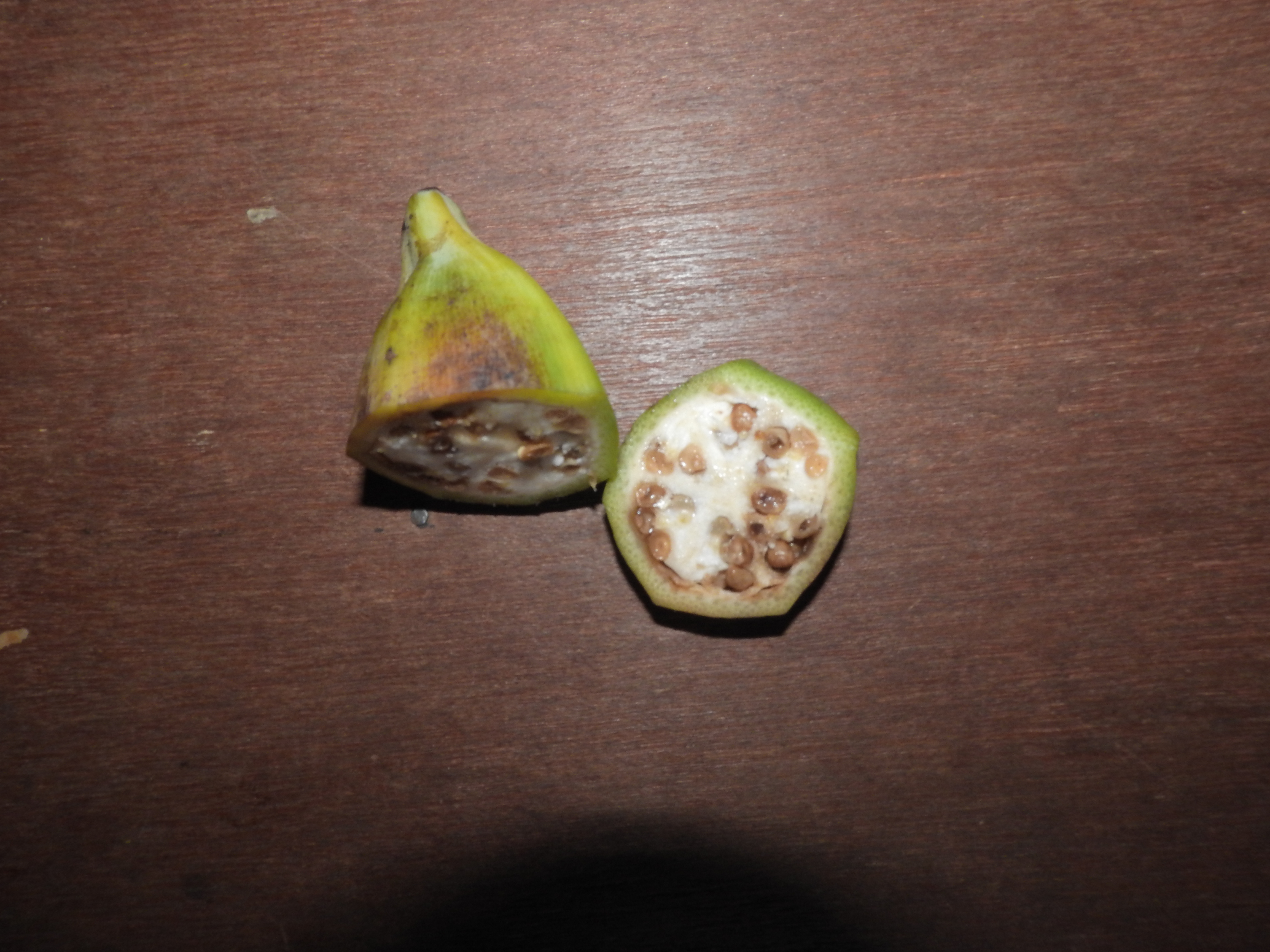
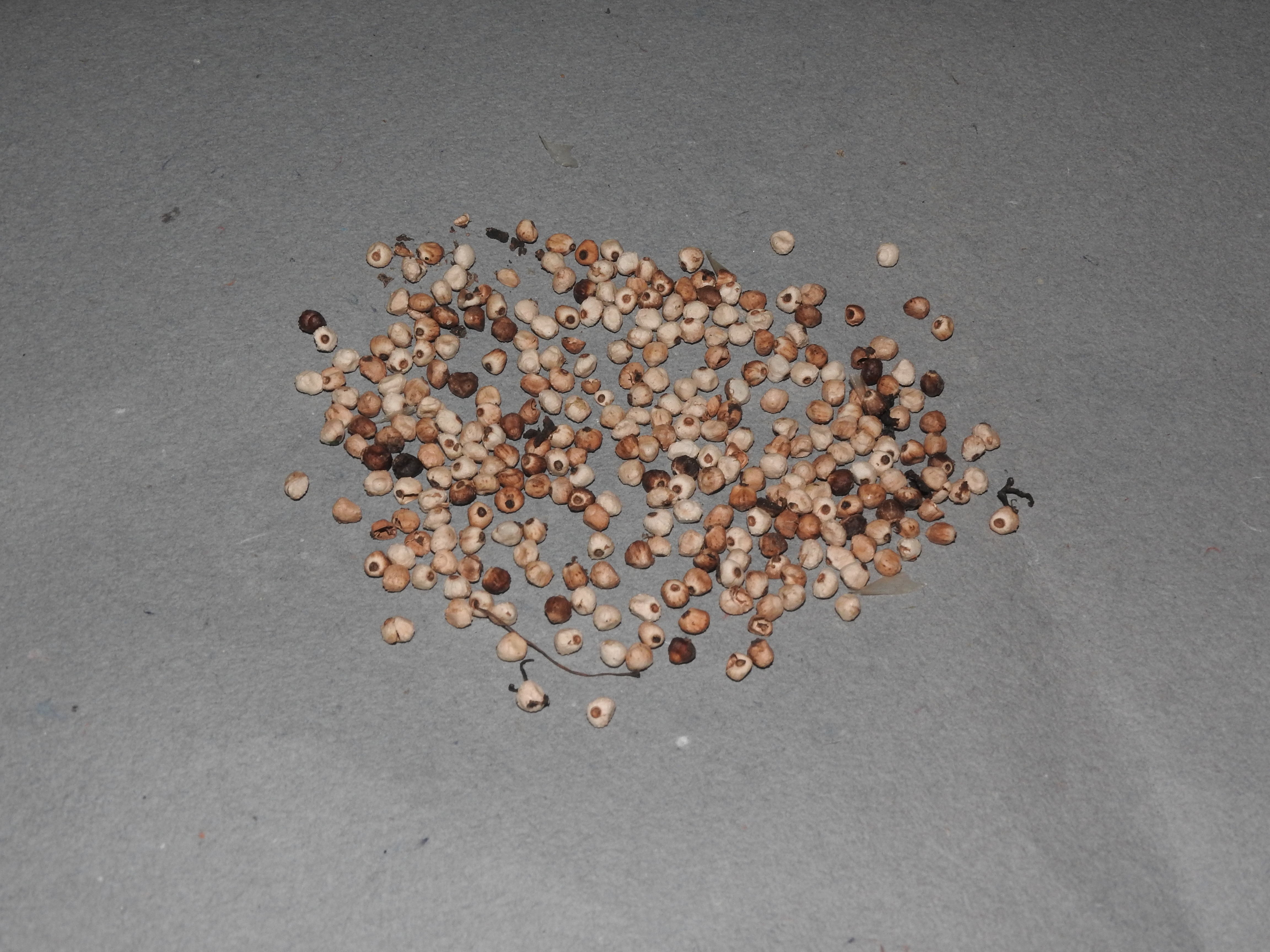
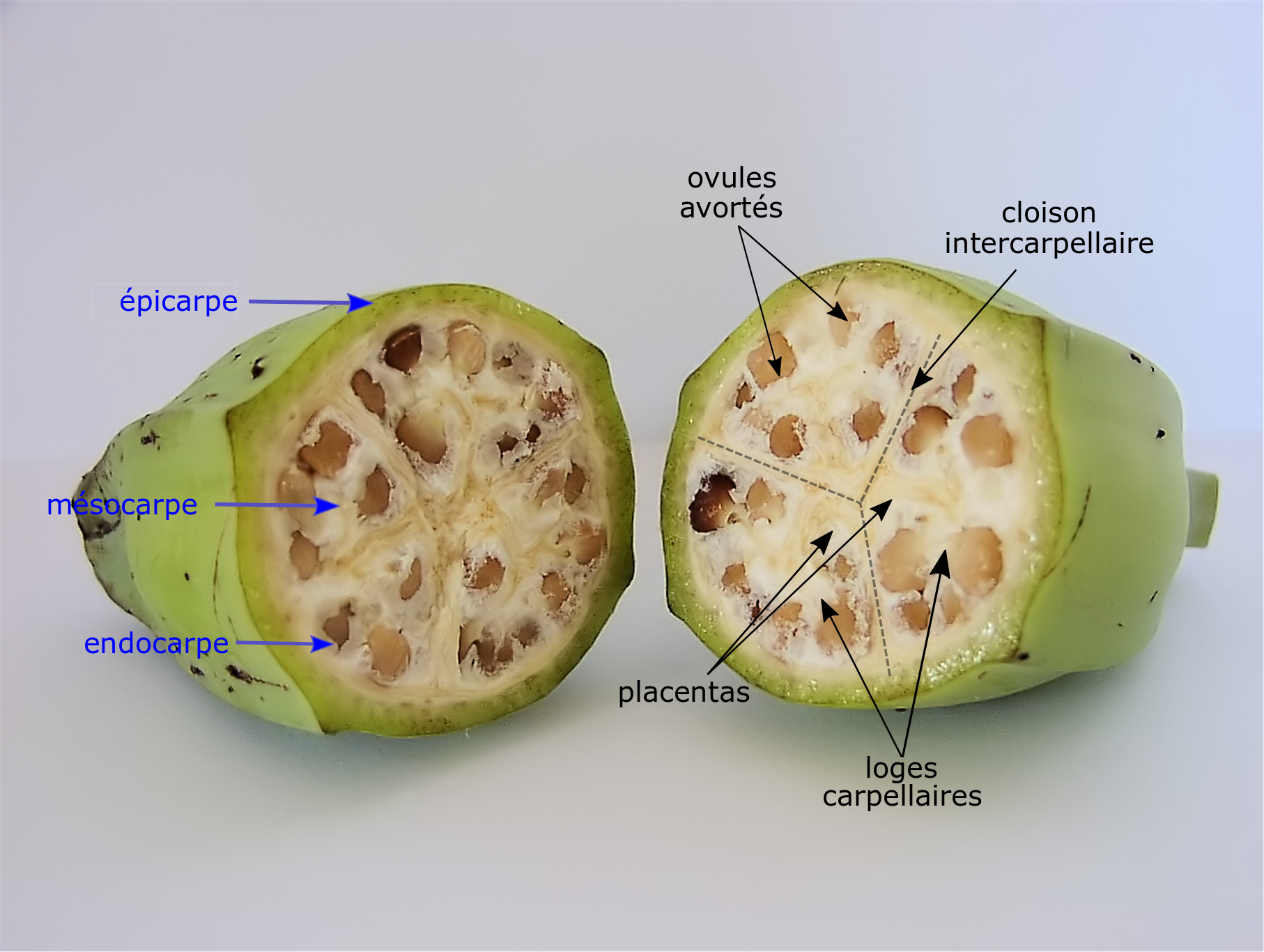